# La notte ha la mia voce
La notte ha la mia voce è un romanzo autobiografico di Alessandra Sarchi, pubblicato nel 2017.
La notte ha la mia voce ha vinto il Premio Mondello Opera italiana 2017, il Premio Selezione Campiello, Giuria dei Letterati 2017,, è stato finalista al Premio Bergamo 2018 e ha vinto la prima edizione del Premio Wondy per la letteratura resiliente 2018.

## Trama
Il libro, dopo una breve introduzione, si divide in tre parti: La terra, L'aria, L'acqua.
L'autrice (e narratrice in prima persona), in seguito a un incidente d'auto ha perso l'uso delle gambe e la sensibilità corporea dalla vita in giù. Ciò è avvenuto a ridosso dell'anno 2000, quando la donna aveva quasi trent'anni, un compagno e una bambina piccola, un passato in cui la danza classica aveva svolto un ruolo centrale per molto tempo. Operata alla spina dorsale, dichiarata affetta da una lesione non reversibile, ha trascorso un periodo molto lungo all'interno di una unità riabilitativa, quindi è ritornata in famiglia, pur dovendo sottoporsi ad ulteriori recuperi fisioterapici.
Nella prima parte (La terra) vi è un'analisi di alcune particolari privazioni del corpo menomato, soprattutto la perdita di contatto con il suolo, dovuta all'inutilità dei piedi, confinati sull'apposito sostegno della sedia a rotelle. La frustrazione di non sentire più attraverso i piedi la materia del suolo (fango, ghiaccio, neve) ha soffocato nella donna varie spinte a una maggiore autonomia. Finché un giorno, in palestra ospedaliera, ha sentito una voce, appartenente a un'altra paziente che ride e non tace un solo istante. Si tratta di Giovanna, circa della stessa età, con la quale l'autrice vuole fare conoscenza. Paragonatasi nella difformità di atteggiamenti, ha denominato Giovanna la Donnagatto: l'abilità della Donnagatto di impennare e condurre la carrozzina, un suo modo trasgressivo di fare, la continua provocazione, la disinvoltura con cui si mette in auto e guida personalmente, divengono uno stimolo anche per l'autrice, che finalmente sente il bisogno di scuotersi. È Giovanna ad insegnarle come entrare in auto e smontare la carrozzina, cosa che l'autrice sa in teoria ma non applica in modo efficace.
Un'altra frustrazione dell'autrice riguarda il suo rapporto con la danza, che ha molto praticato da bambina e ragazza. Eppure nel mondo di disabili che ora è divenuto il suo, a quanto pare, i massimi ballerini del XX secolo sono sconosciuti e solo la Donnagatto ha una verapassione per questi argomenti, al punto che ha tappezzato l'intera sua casa di foto. Si è fatta un'enorme competenza di balletti e la sorpresa dell'autrice nello scoprire ciò che quotidianamente circonda la Donnagatto non si limita ai momenti di danza: ci sono infatti moltissime foto di particolari anatomici degli artisti stessi. La teoria della Donnagatto è che, vivendo nella propria mente le sequenze viste e riviste, sia come viverle di persona. Però la Donnagatto ha anche una voce molto modulata e bellissima. Lavora come telefonista, e un giorno chiede all'amica di accompagnarla al lavoro, per rendersi conto di cosa fa realmente. L'amica è una scrittrice, dunque non risparmierà nulla per capire. E le due donne si mettono in quest'avventura, a sera, in periferia, in una zona di capannoni, molti dei quali abbandonati o solitari.
La Donnagatto ha avvisato l'amica che lavora in un call center e risponde a chiamate di natura erotica, durante tre notti della settimana; sul lavoro si chiama Veronica. La seconda parte del libro (L'aria) descrive quindi una dimensione in cui la realtà corporea non esiste, almeno nel corso delle chiamate. Grazie ad alcuni copioni, Veronica risponde a uomini e donne che vogliono di lei solo la voce. Quando lei fa immaginare ai suoi interlocutori una qualche situazione fisica, essi ignorano ogni dettaglio autentico del suo corpo e potrebbero dire di se stessi qualsiasi cosa: si è nel mondo del disincarnato. L'esperienza, fonte di continui svelamenti per l'autrice, è appesantita dal parlare continuo della Donnagatto nelle pause tra le telefonate. Dopo il turno, durato fino alle 2,30 mattutine, le due amiche si avviano alla casa di Giovanna esauste. Ma l'autrice se ne va dopo due ore sole di sonno, con l'idea che il distacco sia un sollievo per entrambe.
Ben presto la Donnagatto scompare e le ricerche risultano infruttuose. I genitori di Giovanna sono da sempre abituati alle bizzarrie della figlia e si aspettano sia andata in Thailandia. Nel 2009, negli Stati Uniti, dopo un'esperienza che le ha causato uno choc, l'autrice sogna che la Donnagatto sia rivolta al Campidoglio, a Washington e che si metta ad arringare con voce di comizio i senatori americani. Dice la Donnagatto: avete fatto di tutto per farci vivere, e adesso ci sopprimete. Si riferisce ai disabili, che l'autrice aveva saputo da un documento, il giorno precedente, essere tra i cittadini da non curare in caso di crollo della sanità, assieme agli anziani, ai malati terminali, ai dializzati, ai minorati psichici..
Perché l'autrice ha in sé la consapevolezza dolorosa che la disabilità sia una questione umana, da società ricca, che però può tornare indietro, per cause gravi, allo stato primordiale di natura, a quello che lei chiama il bosco. Gli animali non si metterebbero mai su una sedia a rotelle e sarebbe il bosco a fagocitarli, con la giusta dose di pietà e amore. Ora però il percorso dell'autrice non è più quello rabbioso degli inizi: sa vivere attraverso gli altri le emozioni, come la danza o il pattinaggio; sa vivere da sé il ricomponimento del suo corpo nel benefico e avvolgente ambiente dell'acqua. Portata a braccia nel mare, sente aderire attorno a sé l'elemento liquido e in esso, finalmente, si muove.

## Edizioni
- Alessandra Sarchi, La notte ha la mia voce, Einaudi, Torino 2017